# Wreckage
Wreckage ist nach Crawl, Stranger Aeons und Hollowman die vierte EP der schwedischen Death-Metal-Band Entombed. Sie erschien 1997, im selben Jahr wie das vierte Studioalbum To Ride, Shoot Straight and Speak the Truth und ist eine der ersten Veröffentlichungen, auf denen Jörgen Sandström als Bassist zu hören ist.

## Hintergrund
Nach der Entscheidung, das Label Earache Records zu verlassen und bei Eastwest zu unterschreiben, hing Entombed erst einmal in der Luft, weil der sie betreuende A&R-Mitarbeiter plötzlich der Firma nicht mehr angehörte. Erst als die Rechte an den neuen Liedern zurückgekauft worden waren, wurde das bandeigene Label Threeman Recordings gegründet, das die folgenden Veröffentlichungen vornahm. Später erfolgte die Lizenzierung durch Music for Nations. 1997 veröffentlichte Entombed so nach vierjähriger Wartezeit ihr neues Album To Ride, Shoot Straight and Speak the Truth. Für dieses hatte die Band nicht nur 14 neue Stücke aufgenommen, sondern auch acht Coversongs von MC 5, King Crimson, Venom, Black Sabbath, Twisted Sister, Jerry’s Kids, Bob Dylan und The Dwarves. Von den vier erstgenannten Bands wurden die Lieder Kick out the Jams, 21st Century Schizoid Man, Bursting Out und Under the Sun gecovert und in Europa auf der Digipak-Version von To Ride, Shoot Straight and Speak the Truth auf einer Bonus-CD namens Family Favourites veröffentlicht. Die Vinyl-Version des Albums enthält diese EP ebenfalls und umfasst neben diesen vier Liedern noch Tear it Loose (Twisted Sister) und Satan (The Dwarves). Auf der japanischen Version des Albums wiederum wurden nur die Lieder Lost (Jerry’s Kids) und The Ballad of Hollis Brown (Bob Dylan) veröffentlicht. Damit auch die letztgenannten vier Tracks von der Vinyl-Edition und der japanischen Version für die europäischen Fans auf CD erhältlich waren, wurde die EP Wreckage zusammengestellt, die neben dem gleichnamigen Song vom vierten Album und einem Remix die restlichen vier Coversongs enthält – im Gegenzug wurde die EP in Japan ein halbes Jahr später mit fünf der sechs Lieder, die dort noch nicht erhältlich waren (also alle vier Lieder der EP Family Favourites, sowie Tear it Loose) zusammen mit drei exklusiven Live-Aufnahmen veröffentlicht. In Nordamerika erschien dieses Album nicht, dafür enthielt die dortige Version der folgenden Platte, Same Difference, dieselben fünf Coversongs wie die japanische Version von Wreckage.

## Musikstil
Die Band spielt auf diesem Mini-Album eine ruppige Mischung aus Death-Metal- und Rock-’n’-Roll-Elementen. Lediglich der Song Wreckage (Indy Cart) ist dem Bereich der Elektronischen Musik zuzuordnen, handelt es sich doch hier um einen Larceny-Remix des Titelsongs. Ansonsten schimmern auch die Einflüsse der gecoverten Bands durch, die von Thrash Metal (Venom) über Progressive Metal (King Crimson) und Doom Metal (Black Sabbath) reichen.

## Titelliste (Europäische Version)
1. Wreckage – 4:02
2. Wreckage (Indy Cart) (Larceny remix)  – 5:08
3. Tear It Loose (Twisted Sister cover) – 3:18
4. Lost (Jerry’s Kids cover) – 3:11
5. The Ballad of Hollis Brown (Bob Dylan cover) – 4:06
6. Satan (Dwarves cover) – 1:02

## Titelliste (Japanische Version)
1. Wreckage – 4:02
2. Lights Out (Live) – 3:31
3. Just as Sad (Live) – 1:54
4. They (Live) – 3:46
5. Wreckage (Indy Cart) (Larceny remix)  – 5:08
6. Kick out the Jams – 2:50
7. Tear It Loose (Twisted Sister cover) – 3:18
8. 21st Century Schizoid Man (King Crimson cover) – 3:17
9. Bursting out (Venom cover) – 3:41
10. Under the Sun (Black Sabbath cover) – 5:46